# Héctor Herrera
Héctor Miguel Herrera López (n. 19 aprilie 1990, Tijuana, Baja California, Mexic) este un fotbalist mexican joacă ca mijlocaș la Houston Dynamo din MLS din Statele Unite ale Americii. Este internațional cu Mexic.